# Ephesia kurenzovi
Ephesia kurenzovi är en fjärilsart som beskrevs av Bang-haas 1927. Ephesia kurenzovi ingår i släktet Ephesia och familjen nattflyn. Inga underarter finns listade i Catalogue of Life.